# Vương quốc Nejd
Vương quốc Nejd (tiếng Ả Rập: سلطنة نجد, Salṭanat Najd) là phiên bán thứ nhì của Nhà nước Saud thứ ba, từ năm 1921 đến năm 1926. Đây là một chế độ quân chủ dưới quyền lãnh đạo của Nhà Saud. Phiên bản này được hình thành khi Tiểu vương Riyadh là Abdul Aziz ibn Saud xưng là Sultan của Nejd và các lãnh thổ phụ thuộc. Đến tháng 10 năm 1925, Vương quốc Hejaz đầu hàng quân của Abdul Aziz, sau đó ông xưng là Quốc vương Hejaz vào tháng 1 năm 1926 và hợp nhất hai lãnh địa thành Vương quốc Hejaz và Nejd.